# Île Joinville
Pour les articles homonymes, voir Joinville.
L'île Joinville est une île de l'océan Atlantique.
Elle est la plus grande des îles du groupe que forment les îles Joinville. Elle mesure 64 km de long dans une direction est-ouest, pour 20 km de large.
Elle est située à l'extrémité nord-est de la péninsule Antarctique dont le détroit Antarctique la sépare. L'île Joinville a été découverte et grossièrement répertoriée en 1838 par une expédition française dirigée par Jules Dumont d'Urville qui la nomma île Joinville en l'honneur de François d'Orléans, prince de Joinville.